# Universidad Autónoma de Nuevo León
Die Universidad Autónoma de Nuevo León (UANL) ist eine öffentliche Universität mit Hauptcampus in der Universitätsstadt der San Nicolás de los Garza im Großraum Monterrey im mexikanischen Bundesstaat Nuevo León.

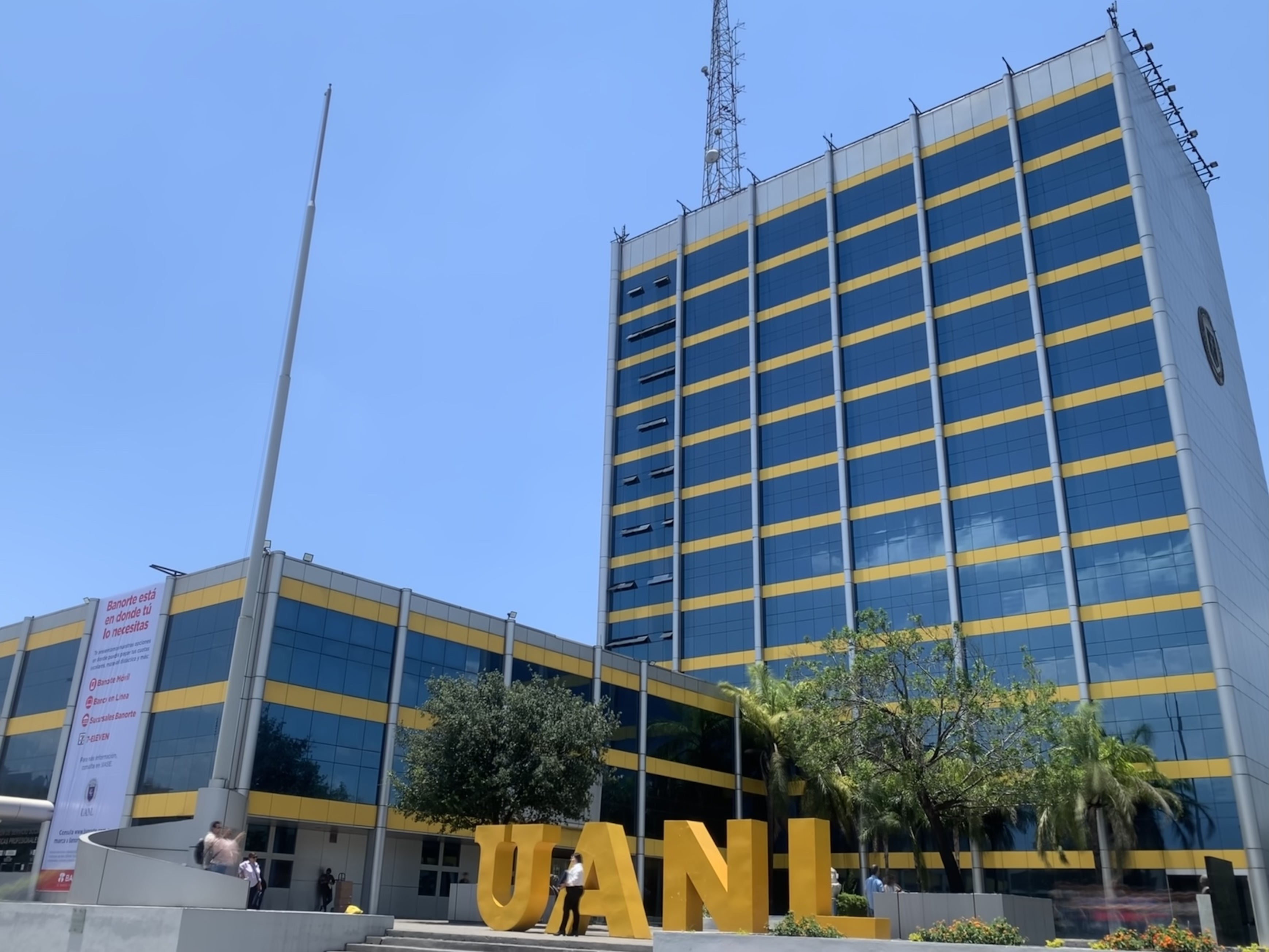
UANL Rektorenturm

## Ursprünge
Ihre Ursprünge gehen auf das im Jahr 1857 gegründete Civil College sowie auf die ursprünglichen Fakultäten für Medizin und Jura aus dem 19. Jahrhundert zurück. Die Universidad de Nuevo León (UNL, später UANL) entstand im September 1933 durch den Zusammenschluss von acht Schulen.
Als staatliche Universität bietet sie im Bundesstaat Nuevo León höhere Bildung an. Das Oberschulwesen (Gymnasium) ist der an die UANL angegliedert. Sie ist die größte Universität im Bundesstaat und die drittgrößte in Mexiko. An der UANL werden auch Studierende aus den Nachbarstaaten sowie aus ganz Mexiko und dem Ausland aufgenommen.

## Campus
Sie hat sechs Standorte:
- Ciudad Universitaria in San Nicolás de los Garza, nördlich der Stadt,
- Ciencias de la Salud in Monterrey,
- Campus Mederos südlich der Stadt,
- Ciencias Agropecuarias in Escobedo, nördlich des Stadtgebiets,
- Sabinas Hidalgo und
- Linares in den gleichnamigen Gemeinden.[2]

## Bildungsangebot
Insgesamt besteht die UANL aus 26 Fakultäten und 29 Gymnasien. Die UANL bietet 90 grundständige und 240 weiterführende Studiengänge an. Sie hat 218.000 Studierende und 6.894 Professorinnen und Professoren.
Im Bereich der Forschung verfügt die Universität über 1218 vom Nationalen System der Forscher anerkannte Akademiker, die in 41 Forschungszentren und -instituten arbeiten.  Die Universität verfügt über 83 Bibliotheken des Integralen Bibliothekssystems sowie eine institutionelle Sammlung von 2.058.151 Bänden. Darüber hinaus stehen Studierenden und Lehrenden insgesamt 93 Datenbanken zur Verfügung.
Über das Universitätskrankenhaus „Dr. José Eleuterio González“, ein in Mexiko einzigartiges Modell einer Krankenhausschule eines Lehrkrankenhauses, bietet die UANL zudem Gesundheitsdienste für die Bevölkerung an. In den verschiedenen Wissensbereichen – von Architektur und Ingenieurwesen über Chemie, Physik und Landwirtschaft bis hin zu Literatur und darstellenden Künsten – bietet die UANL Unternehmen, Regierungsorganisationen und der Gesellschaft im Allgemeinen zahlreiche professionelle und beratende Dienstleistungen an.